# Linus Pauling
Linus Carl Pauling (Portland, 28 febbraio 1901 – Big Sur, 19 agosto 1994) è stato un chimico, cristallografo e attivista statunitense.
Pauling si colloca tra i più celebri scienziati del XX secolo ed è stato vincitore di due premi Nobel, per la chimica nel 1954 e per la pace nel 1962. Le altre personalità che hanno ricevuto due premi Nobel sono Marie Curie (fisica e chimica), John Bardeen (entrambi in fisica),  Frederick Sanger (entrambi in chimica) e Karl Barry Sharpless (entrambi in chimica). Pauling è stato l'unico tra essi che non li ha ottenuti in condivisione con altre personalità.
Negli ultimi anni della sua vita si fece promotore di quella che è chiamata medicina ortomolecolare, una sorta di terapia a base di mega dosi di vitamine, a tutt'oggi priva di riscontri scientifici e ricadente, per tale motivo, nell'alveo delle pratiche pseudoscientifiche.

## Biografia

### Infanzia ed educazione
Linus Carl Pauling nacque a Portland, Oregon, il 28 febbraio 1901, primogenito di Herman Henry William Pauling (1876-1910) e di Lucy Isabelle Darling (1881-1926).
Il padre, Herman, proveniva da una famiglia d'origine tedesche, la quale emigrò nella cittadina di Concordia (Missouri), dove vi era una numerosa comunità tedesca. La madre di Linus era di origini inglesi.
Nel giugno del 1910 Herman, padre di Linus, morì a causa di un'ulcera perforante; d'improvviso la moglie da sola dovette badare ai tre figli Linus, Lucille e Pauline.
Linus divenne presto un accanito lettore, dimostrando fin da giovanissimo un'attitudine allo studio fuori dall'ordinario. Egli presto decise di diventare un chimico, dopo aver assistito ad alcuni esperimenti condotti con attrezzature modeste dall'amico Lloyd A. Jeffress. All'età di quindici anni, nell'autunno del 1916, il giovane Linus era già in possesso dei requisiti minimi per essere ammesso presso l'Oregon State University. Tuttavia non avendo ancora frequentato i corsi di Storia Americana, necessari per conseguire il diploma, egli chiese al preside se avrebbe potuto preparare questi due corsi e contemporaneamente frequentare il semestre primaverile al College. Il preside rifiutò la sua richiesta e Pauling decise di lasciare la scuola senza diplomarsi. Nel mese di settembre del 1917 egli fu ammesso all'Oregon State University.

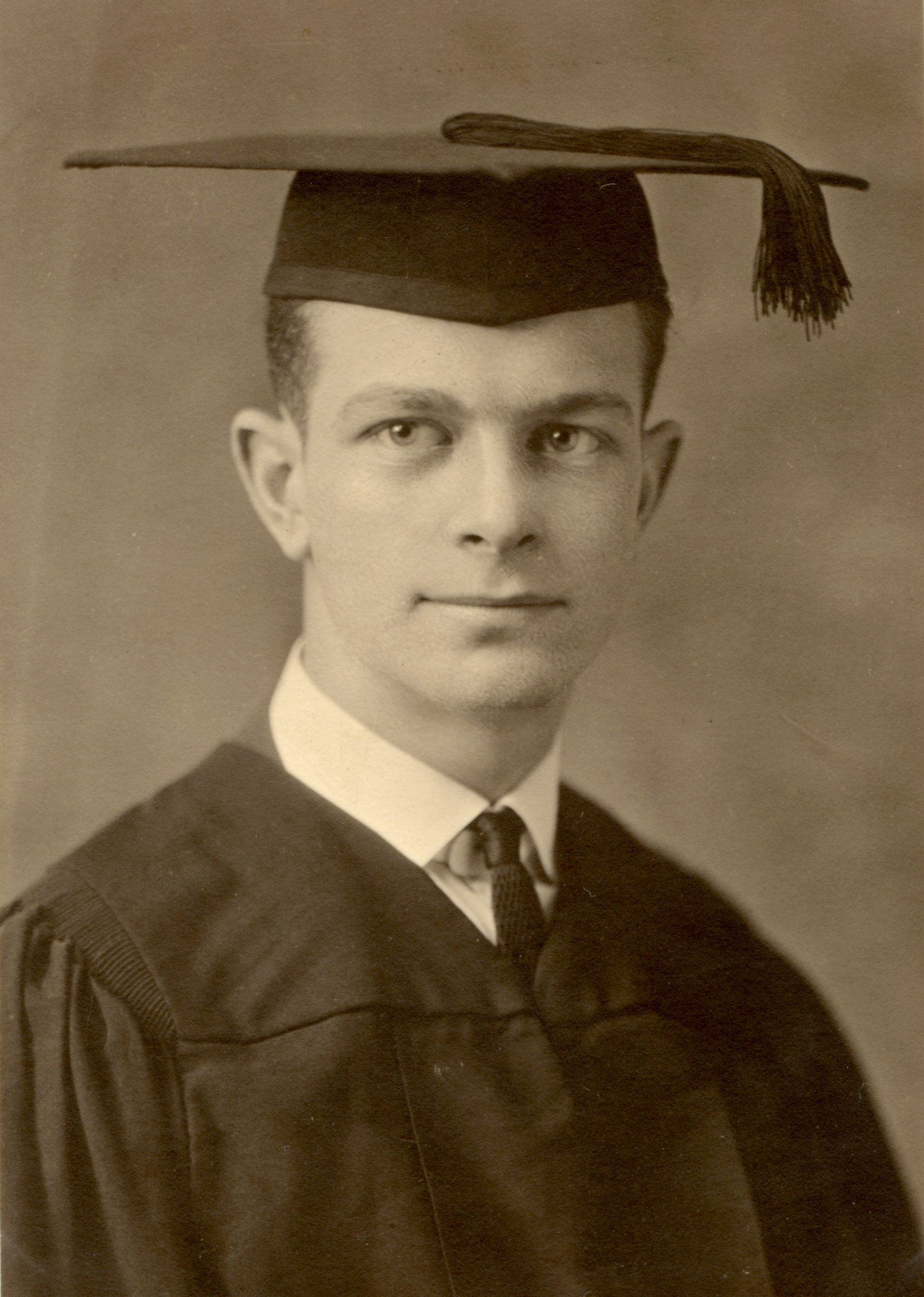
Pauling il giorno della laurea

### Gli anni universitari
Nell'ottobre del 1917 Linus Pauling si trasferì assieme al cugino Mervyn negli alloggi universitari dell'Oregon State University.
Dovendo far fronte a una situazione di difficoltà economica, egli partecipò fin dall'inizio attivamente alla vita universitaria fondando la confraternita Delta Upsilon. Durante il secondo anno di studi, il dipartimento di fisica gli propose di tenere il corso di Analisi Quantitativa, che egli aveva precedentemente seguito in veste di studente. Lavorò per 40 ore settimanali sia in laboratorio che in aula guadagnando 100 $ al mese.
Questa opportunità gli permise di proseguire la sua carriera universitaria. Negli ultimi due anni universitari, Pauling si interessò agli studi di Gilbert Lewis e Irving Langmuir riguardanti la struttura elettronica degli atomi e i legami intramolecolari. Nel 1922, Pauling si laureò in ingegneria chimica all'Oregon State University e continuò i suoi studi universitari presso il California Institute of Technology (Caltech) di Pasadena, sotto la guida del professore Roscoe G. Dickinson. Conseguì il dottorato di ricerca in chimica fisica e fisica matematica, ottenendo la lode, nel 1925.

### La famiglia
Nell'inverno del suo ultimo anno di College a Pauling fu offerto un posto come docente di chimica per i laureandi in economia domestica.
Fu in quell'occasione che conobbe la sua futura moglie, Ava Helen Miller di Beaver Creek, Oregon, nel 1923. Ebbe quattro figli: Linus (Carl) Jr. (1925), Peter Jeffress (1931), Linda Helen (1932) ed Edward Crellin (1937).

### Attivismo
Pauling, oltre ad esser stato fra i più brillanti e influenti chimici del XX secolo, è ricordato per il suo attivismo politico e il suo impegno pacifista. Dopo la seconda guerra mondiale, spinto anche dall'impegno politico espresso dalla moglie, Linus Pauling divenne un fervente attivista per la pace. Sebbene in precedenza avesse lavorato per la realizzazione di progetti riguardanti applicazioni militari, come esplosivi, combustibili per razzi e munizioni rinforzate (ottenendo così la Medaglia Presidenziale di Merito), nel 1946, aderì all'Emergency Committee of Atomic Scientists, diretto da Albert Einstein. La sua missione era quella d'informare la popolazione riguardo ai rilevanti pericoli associati allo sviluppo delle armi nucleari.
A causa delle sue convinzioni politiche, durante il periodo del maccartismo, il Dipartimento di Stato Statunitense negò a Pauling il passaporto (1952), quando fu invitato a una conferenza scientifica a Londra. Il suo passaporto gli fu restituito nel 1954, poco prima della cerimonia a Stoccolma dove gli fu assegnato il suo primo Premio Nobel per la chimica.

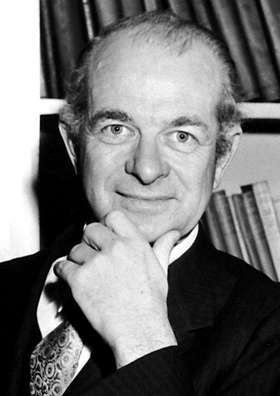
Linus Pauling

Unendosi ad Albert Einstein, Bertrand Russell e altri membri importanti della comunità scientifica ed intellettuale, egli firmò il Manifesto Russell-Einstein nel 1955. Nel 1958, Pauling aderì a un'iniziativa di raccolta di firme in cooperazione con i fondatori del Comitato cittadino di St. Louis per l'Informazione Nucleare (CNI). Questo gruppo, coordinato dai professori Barry Commoner, Eric Reiss, M. W. Fiedlander e John Fowler della Washington University, ebbe il merito di dimostrare, grazie ad approfondite ricerche nel 1961, che i test nucleari di superficie ponevano dei rischi significativi per la salute pubblica, in particolare a causa della ricaduta radioattiva (fall out) che si osservava principalmente nella contaminazione delle piante e del latte di mucca.
Nel 1964 fu tra i firmatari della lettera aperta La triplice rivoluzione, nella quale venne chiesto all'amministrazione Johnson di favorire la pace per contrastare la mutua distruzione assicurata conseguente l'uso delle armi nucleari, difendere e promuovere pieni diritti civili e introdurre un reddito di base in sostituzione delle varie forme di sussidio per contrastare la disoccupazione causata dall'automazione.
Assieme al fisico atomico Edward Teller, Linus Pauling denunciò la probabilità che la caduta radioattiva potesse essere causa attiva di mutazioni genetiche. Nel 1958 Pauling e la moglie presentarono una petizione alle Nazioni Unite firmata da più di 11.000 scienziati che richiedeva la fine dei test nucleari. Questo movimento condusse all'approvazione di una moratoria riguardo ai test di superficie di armi nucleari: questo primo successo fu seguito dal Partial Test Ban Treaty che nel 1963 fu firmato dal presidente John Fitzgerald Kennedy e dal leader sovietico Nikita Khrushchev.
Nel giorno in cui il trattato entrò in vigore, il comitato del Premio Nobel assegnò a Pauling il premio Nobel per la pace 1962, sottolineando che «Linus Carl Pauling sin dal 1946» si era «prodigato incessantemente non solo contro i test di armi nucleari, non solo contro l'estensione di questi armamenti, non solo contro il loro uso, ma contro tutta la guerra come mezzo di soluzione di conflitti internazionali». Egli continuò la sua attività di pacifista negli anni a venire essendo cofondatore della International League of Humanists nel 1974 ed inoltre presidente della commissione di consulenza scientifica del World Union for Protection of Life.
Molti critici di Pauling, fra i quali molti scienziati che apprezzavano i contributi che aveva dato alla chimica, non erano d'accordo con le sue posizioni politiche e videro in lui un portavoce del comunismo sovietico (come accaduto ad Einstein), a causa delle sue idee da essi ritenute socialiste, e del suo atteggiamento conciliante e considerato troppo morbido verso l'URSS. A causa di questo timore gli fu ordinato nei primi anni '60 di comparire davanti alla sottocommissione di sicurezza interna del Senato (Senate Internal Security Subcommittee). La rivista Life nel 1963, pubblicò un editoriale molto critico contro la commissione del Nobel, intitolato: A Weird Insult from Norway ("Uno strano insulto proveniente dalla Norvegia"). Pauling ricevette inoltre il Premio Lenin per la pace dalla stessa Unione Sovietica nel 1968.

### Morte ed eredità culturale
Linus Carl Pauling morì a causa di un tumore alla prostata il 19 agosto del 1994 nella sua casa a Big Sur, in California. Aveva 93 anni. La sua tomba si trova nel Oswego Pioneer Cemetery, a Lake Oswego, in Oregon.
Pauling era di famiglia luterana, ma poi aderì al movimento degli unitariani universalisti, per divenire, infine, ateo, cosa che dichiarò esplicitamente nel 1992. Nel 1979 la rivista inglese di divulgazione scientifica New Scientist ha incluso Linus Pauling nella lista dei 20 più importanti scienziati di tutti i tempi, insieme ad Albert Einstein e ad Antoine-Laurent de Lavoisier. Lo scienziato Francis Crick ha citato Pauling come uno dei "fondatori della biologia molecolare".

## Carriera

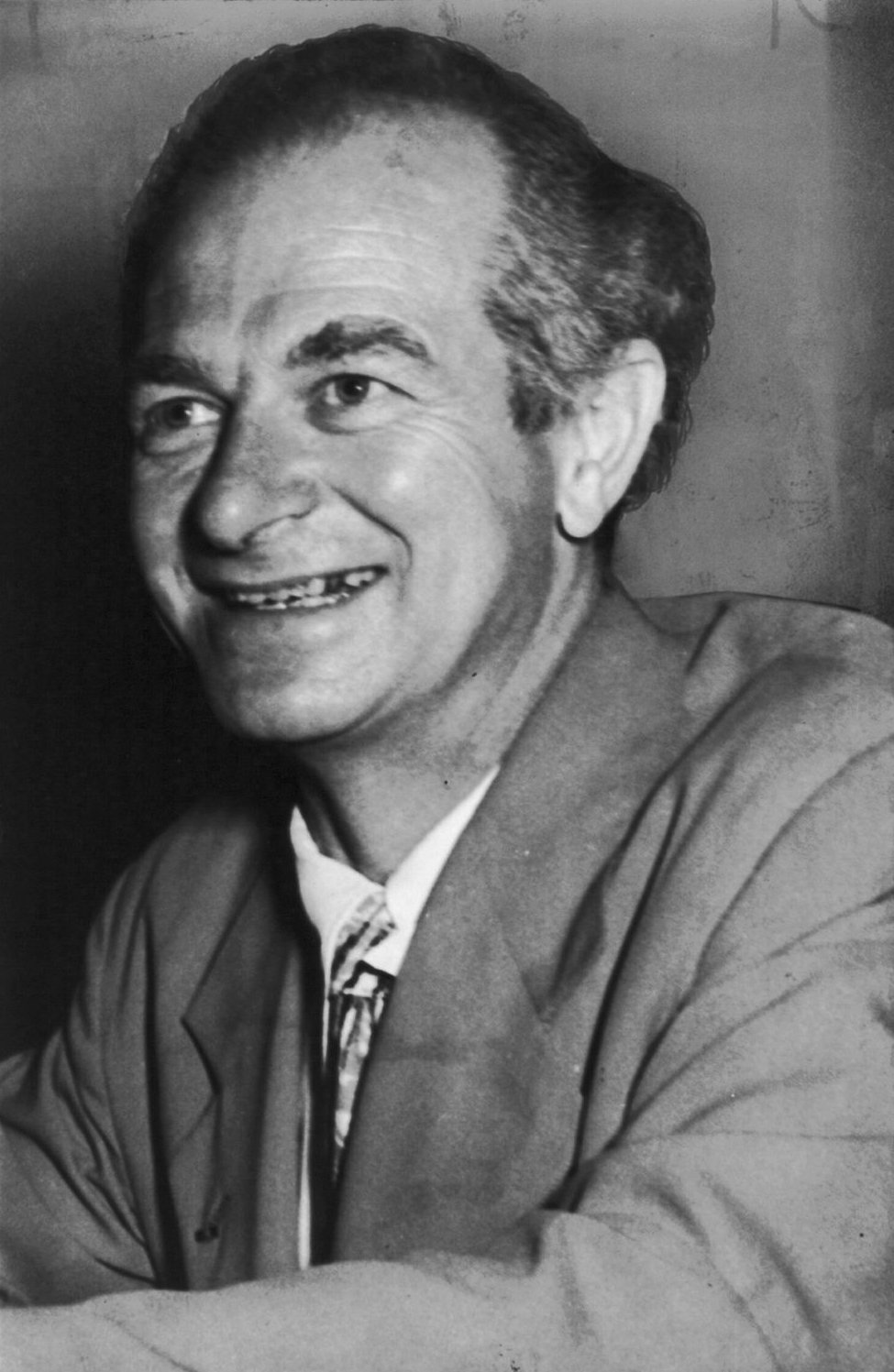
Pauling nel 1954

Egli si è dedicato soprattutto alla chimica quantistica e alla fisica; è considerato il padre del legame chimico. Nell'ultima parte degli anni '20 Pauling iniziò a pubblicare delle ricerche sulla natura dei legami chimici, che lo hanno condotto alla pubblicazione del suo famoso libro intitolato The Nature of the Chemical Bond, pubblicato nel 1939. Il Premio Nobel per la Chimica che Pauling ricevette nel 1954 fu un riconoscimento "...per la sua ricerca riguardo alla natura dei legami chimici e alle ricerche per la comprensione della struttura di sostanze complesse". Il chimico, nativo dell'Oregon, applicò la meccanica quantistica per determinare la struttura delle molecole e la natura dei legami. I suoi lavori sul legame chimico, a partire dal 1931, hanno risolto tutti gli enigmi sulla formazione di molecole contenenti atomi uguali. Pauling spiegò inoltre il concetto di affinità chimica e compilò la più nota scala di elettronegatività.
Fu insignito della Medaglia Roebling per la mineralogia nel 1967. È considerato inoltre come uno dei padri di una medicina non convenzionale denominata medicina ortomolecolare. Nel 1973, insieme al biochimico Arthur Robinson e ad altri colleghi, Pauling ha fondato in California a Menlo Park l'Istituto di Medicina Ortomolecolare, poi ribattezzato Linus Pauling Institute.

### Molecole biologiche
Verso la metà degli anni '30 Pauling, sollecitato dagli stimoli economici della Rockefeller Foundation di Warren Weaver, decise di affrontare l'interazione fra chimica e biologia.
I suoi primi lavori inclusero studi riguardanti la struttura dell'emoglobina. Egli dimostrò che la molecola di emoglobina cambia struttura quando acquisisce o perde una molecola di ossigeno. Nel 1951, analizzando le strutture degli amminoacidi e la natura planare del legame peptidico, Linus Pauling, Robert Corey e Herman Branson proposero i modelli alfa elica e foglietto β (beta sheet) come modelli geometrici della struttura secondaria della proteina. Pauling studiò inoltre le reazioni degli enzimi e fu tra i primi a dimostrare che gli enzimi creano delle reazioni stabilizzando lo stato di transizione (o complesso attivato) della reazione; questo divenne un concetto essenziale per la comprensione della dinamica di reazione.

### Genetica molecolare
Nel novembre del 1949 fu pubblicato sulla prestigiosa rivista scientifica Science l'articolo Sickle Cell Anemia, a Molecular Disease ("anemia falciforme, una malattia molecolare") scritto da Linus Pauling, Havery Itano, S.J. Singer e Ibert Wells. Fu la prima dimostrazione che una malattia umana fosse causata dalla presenza di una proteina anomala; dunque l'anemia falciforme fu la prima malattia ad essere compresa a livello molecolare. Questi studi decretarono l'inizio della genetica molecolare. Lo spunto per la ricerca Pauling lo ebbe dal clinico americano William Bosworth Castle.
Nel 1945 Castle e Pauling viaggiarono insieme su un vagone letto da Denver a Chicago. Durante il viaggio Castle parlò a Pauling di alcuni lavori che egli stava conducendo a proposito dei globuli rossi nei casi di anemia falciforme e citò il fatto che quando le cellule dei globuli rossi si modificavano, esse cambiavano forma e mostravano una birifrangenza alla luce polarizzata. Castle riteneva che ciò fosse dovuto a un qualche genere di allineamento o orientamento delle molecole, suggerendo che questo era un tipo di fenomeno al quale Pauling poteva essere interessato. Lo fu: infatti, l'anno successivo, Pauling ed i suoi colleghi del Caltech iniziarono a studiarlo e infine mostrarono che l'emoglobina nei globuli rossi dell'anemia falciforme era anomala. Questa scoperta, che Pauling chiamò "malattia molecolare" fu rivoluzionaria.

### Medicine alternative: la medicina ortomolecolare
Pauling, insieme allo psichiatra canadese Abram Hoffer, ha contribuito allo sviluppo di una medicina alternativa, tuttora priva di riscontri scientifici, chiamata medicina ortomolecolare. In particolare, è stato sostenitore dell'ipotesi di usare megadosi di vitamine nella terapia del cancro e delle malattie cardiocircolatorie, così come nella prevenzione e cura del raffreddore comune. Tali studi furono contestati dalla comunità medica internazionale, che considerò completamente prive di fondamento tali teorie sulla vitamina C. Successivamente, due trial clinici randomizzati, condotti dall'organizzazione no-profit Mayo Clinic su pazienti di cancro allo stadio avanzato (poi seguiti da un terzo), hanno fallito nel replicare i risultati di Pauling e varie critiche sono state mosse alla consistenza metodologica dei suoi studi. Un metastudio del 2007 comparando 68 studi randomizzati e 232.606 partecipanti ha dedotto che il trattamento con beta-carotene, vitamina A, e vitamina E può aumentare la mortalità nelle persone sottoposte a queste terapie specifiche. Tutti questi elementi hanno portato al rigetto delle sue errate tesi sulla mega dosi vitaminiche da parte della comunità scientifica.

## Opere
(in lingua inglese salvo diverso avviso)
- Introduction to Quantum Mechanics with Applications to Chemistry, McGrawHill, New York, 1935
- The Nature of the Chemical Bond and the Structure of Molecules and Crystals: An Introduction to Modern Structural Chemistry, Oxford University Press, London, 1939
- General Chemistry, California Institute of Technology, Pasadena, CA, 1941
- The Structure of Proteins, Ohio State University, Columbus, 1951
- No More War! Dodd, Mead & Co., New York, 1958
- The Architecture of Molecules, W. H. Freeman, San Francisco, 1964
- Vitamin C and the Common Cold, W. H. Freeman, San Francisco, 1970
- Cancer and Vitamin C: A Discussion of the Nature, Causes, Prevention, and Treatment of Cancer With Special Reference to the Value of Vitamin C, Camino Books, 1979
- http://static.scribd.com/docs/iip5r0kfxbbtb.pdf[collegamento interrotto], Edizioni Frassinelli, 1989
- A Lifelong Quest for Peace: A Dialogue between Linus Pauling and Daisaku Ikeda, Jones and Bartlett Publishers, Boston, MA, 1992
- Linus Pauling On Peace - A Scientist Speaks Out on Humanism and World Survival, Rising Star Press, 1998
- Healing Cancer. Complementary Vitamin & Drug Treatments, CCNM Press Inc., 2004

## Premi ed onorificenze
Linus Carl Pauling ha ricevuto numerosi premi e onorificenze durante la sua carriera. Quello che segue è l'elenco dei premi ricevuti.
- 1931 Premio Irving Langmuir, American Chemical Society
- 1941 Nichols, sezione di New York, American Chemical Society
- 1947 Medaglia Davy, Royal Society
- 1948 Medaglia presidenziale al merito degli Stati Uniti d'America
- 1952 Premio Pasteur, Società biochimica di Francia
- 1954 Premio Nobel per la chimica
- 1955 Premio Addis, National Nephrosis Foundation
- 1955 Premio Phillips Memorial, American College of Physicians
- 1956 Medaglia Avogadro, Accademia Italiana della Scienza
- 1957 Paul Sabatier
- 1957 Medaglia Pierre Fermat in matematica
- 1957 Medaglia Internazionale Grotius
- 1961 Umanista dell'anno, American Humanist Association
- 1962 Premio Nobel per la pace
- 1965 Medaglia della Repubblica Italiana
- 1965 Medaglia dell'Academy of the Rumanian People's Republic
- 1966 Premio Linus Pauling
- 1966 Medaglia d'Argento, Istituto Francese
- 1966 Supreme Peace Sponsor, World Fellowship of Religion
- 1967 Medaglia Roebling per la mineralogia
- 1968 Premio Lenin per la pace
- 1972 Premio internazionale per la pace ''Lenin''
- 1974 United States National Medal of Science
- 1977 Lomonosov Gold Medal, Accademia della Scienza URSS
- 1979 Medaglia per le scienze chimiche, Accademia Nazionale della Scienza
- 1984 Medaglia Priestley, American Chemical Society
- 1984 Premio per la chimica, Arthur M. Sackler Foundation
- 1987 Premio per l'educazione chimica, American Chemical Society
- 1989 Premio Vannevar Bush, National Science Board
- 1990 Medaglia Richard C. Tolman, American Chemical Society
- 2008 "American Scientists" U.S. postage stamp series, $0.41, per il suo lavoro sull'anemia falciforme